# Steinicht (Landkreis Greiz)
Das Naturschutzgebiet Steinicht liegt im Landkreis Greiz in Thüringen. Es erstreckt sich östlich von Cossengrün, einem Ort des Ortsteils Cossengrün/Hohndorf/Schönbach der Stadt Greiz, entlang der Weißen Elster. Am südöstlichen Rand des Gebietes verläuft die Landesgrenze zu Sachsen. Östlich – auf sächsischem Gebiet im Vogtlandkreis – schließt sich das 73 ha große Naturschutzgebiet Steinicht (Vogtlandkreis) an.

## Bedeutung
Das 15,7 ha große Gebiet mit der NSG-Nr. 277 wurde im Jahr 1999 unter Naturschutz gestellt.